# Иван Аговски
Иван Серафимов Аговски е български просветен деец, публицист и комунистически деец.

## Биография
Иван Аговски е роден на 24 юни 1887 година в град Дебър, тогава в Османската империя. Основното си образование завършва в родния град, а след това учи в българско педагогическо училище в Скопие, но е изключен през 1905 година заради участие в социалистически кръгове. След завършване на образованието си учителства в Кичево и през 1908 година участва в местния учителски бунт. Учителства в Дебър, както и в Тетово. Между 1910 и 1911 година е активист на Скопската социалдемократична група, а от 1919 до 1921 година подпомага издаването на вестник „Социалистичка зора“. С група единомисленици поддържа Третия комунистически интернационал.
През 1921 година емигрира в България, където от 8 март 1923 година издава вестник „Съветска Македония“. Арестуван е и убит в София през 1925 година.